# Département du Missouri

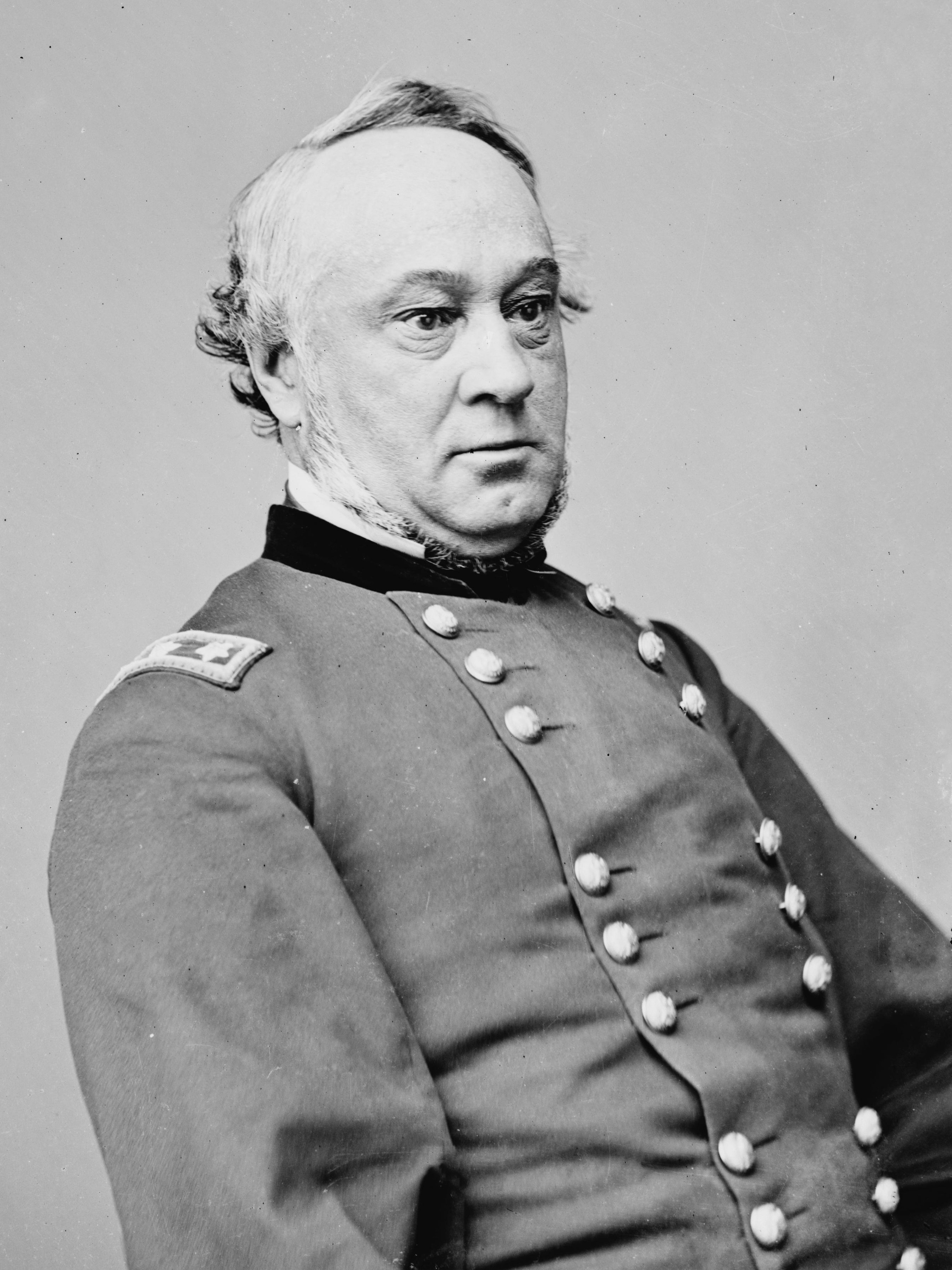
Le général Henry Wager Halleck, premier commandant du département du Missouri.

Le département du Missouri (Department of the Missouri) était un département de l'US Army qui opéra lors de la guerre de Sécession et plus tard lors des guerres indiennes.

## Guerre de sécession
Le département est issu de la réorganisation et de la dissolution du département de l'Ouest (en) le 9 novembre 1861, après que Abraham Lincoln a limogé John C. Frémont pour n'avoir pas suivi ses ordres d'émancipation des esclaves du Missouri et d'imposition de la loi martiale à cet État. David Hunter fut brièvement le dernier commandant du département de l'Ouest.
Il comprenait les États du Missouri, Arkansas, Illinois et Kentucky à l'ouest de la rivière Cumberland et plus tard le Kansas. Son premier général fut Henry Wager Halleck.

## Guerres indiennes
En 1865, à la fin de la guerre de sécession, il fut renommé « division du Missouri » (bien que l'on continua à l'appeler couramment département du Missouri). Son quartier général se trouvait à Fort Leavenworth au Kansas. La division du Missouri fut restaurée en 1866 lorsque les guerres indiennes débutèrent et il allait superviser tous les fameux incidents et batailles de cette guerre, y compris la Bataille de Little Bighorn. Ses composants évoluèrent au cours de diverses réorganisations qui concernèrent :
- Le département du Dakota - Minnesota, Montana, Dakota du Nord et une partie de l'Idaho du Dakota du Sud et la portion de Yellowstone sur le Wyoming).
- Le département du Missouri - Arkansas, Kansas, Missouri, Territoire indien et Territoire de l'Oklahoma
- Le département de la Platte - Colorado, Iowa, Nebraska, Wyoming (à l'exception de Yellowstone), Territoire de l'Utah
- Le département du Texas - Texas

## Commandants

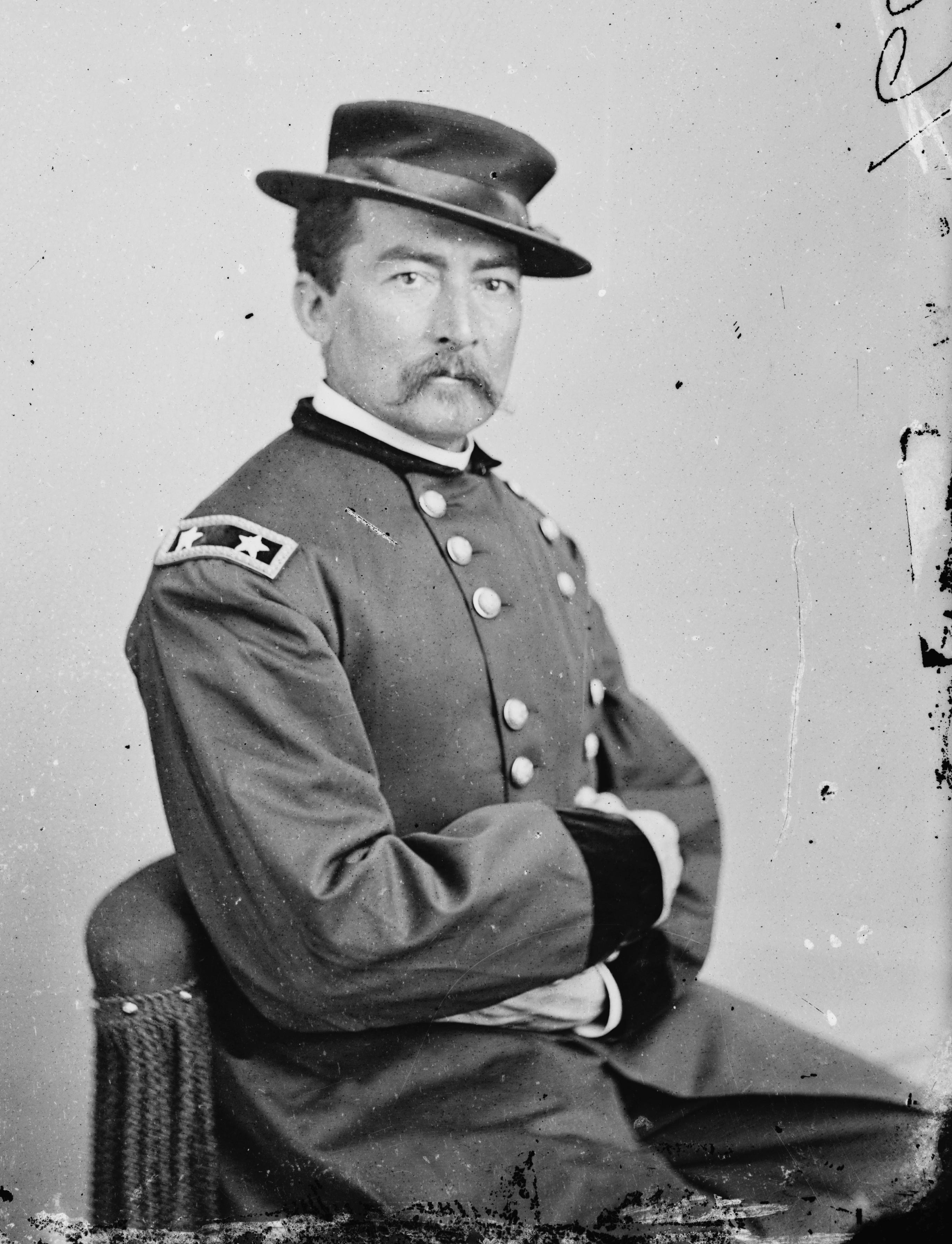
Le général Philip Sheridan qui commanda pendant 14 ans le département du Missouri.

### Guerre de Sécession
- Henry Wager Halleck (1861-1862)[1]
- Samuel Ryan Curtis (1862-1863)[1]
- John McAllister Schofield (1863)[1]
- William Starke Rosecrans (1864)[1]
- Grenville Mellen Dodge (1864-1865)[1]
- John Pope (1865 à 1866)[1]

### Guerres indiennes
- William Tecumseh Sherman (1866-1869)[1]
- Philip Sheridan (1869-1883)[1]
- John McAllister Schofield (1883-1886)[1]
- Alfred Howe Terry (1886-1888)[1]
- George Crook (1888-1890)[1]
- Nelson Miles (1890-1891)[1]

## Sources
- The Civil War Day by Day: An Almanac, 1861-1865, E.B. Long ; Barbara Long; 1985 De Capo Press,  (ISBN 0-306-80255-4), page 138
- Annual report of ... commanding the Department of the Missouri. ; United States. Army. Dept. of the Missouri ; Chicago : Headquarters, département du Missouri. (OCLC 19577292)